# Raddia guianensis
Raddia guianensis är en gräsart som först beskrevs av Adolphe-Théodore Brongniart, och fick sitt nu gällande namn av Charles Leo Hitchcock. Raddia guianensis ingår i släktet Raddia och familjen gräs. Inga underarter finns listade i Catalogue of Life.